# Visual Basic .NET
A Visual Basic .NET (röviden VB.NET) a Microsoft programozási nyelve, mely a .NET keretrendszeren alapul. 2002-ben jelent meg, és nem egyszerűen a korábbi Visual Basic 6 továbbfejlesztése, hanem részben új nyelv. A nyelvet a 8-as verziótól egyszerűen Visual Basicnek nevezi a Microsoft.
A Visual Basic .NET a Microsoft által fejlesztett, a .NET keretrendszerben lévő virtuális számítógép, a Common Language Runtime (CLR) számára hoz létre köztes kódot.
Ezt a számítógép először futásidőben gépi kóddá fordítja, így a virtuális számítógép működőképes marad más .NET-nyelvekkel, a megvalósításhoz mégis a .NET keretrendszer szükséges.
A Visual Basic .NET támogatja az objektumorientált programozást, és kivételkezeléssel is rendelkezik, hasonlóan más programozási nyelvekhez, például a Javához és a C++-hoz.

## Története
2000 körül a Visual Basic más programozási nyelvekkel szemben képes volt grafikus felületet is létrehozni. Sok más programozási nyelv viszont képes volt felhasználói felületek megjelenítésére, például a C++ a Microsoft Foundation Classes (MFC) révén. Ezenkívül a Visual Basic komplex, inhomogén termékké vált, melynek kezelése és javítása egyre nehezebb lett. Ezért a termék továbbfejlesztése megállt a siker és sok VB-programozó akarata ellenére, és a Visual Basic nyelvet a .NET keretrendszerbe integrálta. Így a nyelv jelentősen megváltozott, hogy .NET-nyelv lehessen. Így megjelent az objektumorientáltság és a Common Intermediate Language-be való fordítás.

### 2002–2005: Visual Basic .NET
2002-ben jelent meg a Visual Studio .NET-tel az első .NET keretrendszeren alapuló Visual Studio-változat, mely így a Visual Basic .NET-et támogatta. Az ekkor még új .NET technológia és a „Visual Studio .NET” elnevezés terjedése azt a benyomást keltette sokakban, hogy ez egy csak e platformra készült változat, így sok fejlesztő és vállalkozás továbbra is a klasszikus Visual Basicet támogató Visual Studiót használta.
A Visual Basic 7.1, illetve a .NET 1.1 keretrendszer és a Visual Studio .NET 2003 első frissítése csak kis változásokat hozott, ami a kis verzióváltozásokban is megjelenik. A Visual Basic 7.1-től számláló deklarálható a For ciklus elején. Ezenkívül a mobil készülékek támogatása is megjelent. Ez esetben nem a .NET 1.1 keretrendszer, hanem a .NET Compact Framework 1.0 a programkörnyezet.

### 2005–2007: Visual Basic 8 és 9
2005 novemberében jelent meg a .NET 2.0 és a .NET Compact Framework 2.0, ekkor jelent meg a Visual Basic 8 a Visual Studio 2005 részeként (a .NET már nem része a névnek). Ekkor jelentős átstrukturálások történtek a .NET-könyvtárban, például a generikus programozás támogatása, mely a C++-sablonokra hasonlít. Számos felület és attribútum generikus megvalósításban is elérhetővé vált, és ettől kezdve ingyenes, korlátozott Express Edition vált elérhetővé.
A Visual Basic 8-ban jött létre az IsNot, melyet a Microsoft szabadalmaztatott. További újdonság a My névtér, mely különböző rendszerfüggetlen függvényeket képes bemutatni, tulajdonképp a számítógép részeihez, az operációs rendszer és az aktuális felhasználó adataihoz vagy a rendszerleíró adatbázishoz fér.
2007-ben a Windows Vista kiadásával együtt jelent meg a Visual Basic 9 és a Visual Studio 2008. A Visual Basic 9 az új LINQ .NET-komponenst is támogatta, és a .NET 3.0 keretrendszeren (korábban WinFX) alapul. Ezenkívül megjelent a Windows Presentation Foundation, mely nemcsak a Windows Formst, hanem a GDI-t is támogatja.
2007 novemberétől minden Visual Studio 2008-változat a .NET 3.5 keretrendszeren alapul, melyben a LINQ bővült, ezenkívül a C#, Visual Basic és a C++ új fordítót kaptak, ezenkívül bevezették az ASP.NET AJAX-szal, az ADO.NET Entity Framework, az SQL Server 2008-hoz való adatkérések, a .NET Framework Client Profile támogatását stb.

### 2010–2019: Visual Basic 10–16
A Visual Basic 10 a Visual Studio 2010-zel együtt jelent meg, és kisebb változások jelentek meg vele. Ide tartoznak többek közt az automatikus tulajdonságok, a csoportos inicializáció, az implicit cellafolytatás, a dinamikusan generikus ko-/kontravarianciák és a globális névtérhozzáférés. 2012-ben jelentek meg a Visual Basic 11 és a Visual Studio 2012. Ekkor jelentek meg az async és await kulcsszavak, az iterátorok és a caller info-attribútumok.
A Visual Studio 2013-mal együtt jelent meg a Visual Basic 12. Ekkor jelent meg a .NET fordítóplatform, a Roslyn.
A Visual Basic 13 és 14 2015-ben jelentek meg a Visual Studio 2015-tel együtt. A 14-es változatban jelentek meg a „?.”, a NameOf operátorok, a sztringinterpoláció és a többsoros sztringek.
2017-ben a Visual Studio 2017-tel együtt jelent meg a Visual Basic 15. Új funkciók többek közt a rendezett n-esek támogatása és a C# visszatérési értékeinek támogatásának bővítése.
A Visual Studio 2019-cel együtt jelent meg 2019-ben a Visual Basic 16. Itt a .NET Core Visual Basic Runtime-funkcióiban történtek változások. Ezenkívül a Visual Basic 16 az első .NET Core-alapú változat.

## Tulajdonságok

### Windows-alkalmazások
Windows-alkalmazások fejlesztéséhez a Windows Forms használatos. Ez esetben eseményorientált programmodellről van szó, melynél a megfelelő procedúrák meghívása bizonyos felhasználói művelet, például egy kapcsoló állapotának módosításának jelentésekor történik.
A Visual Basic 6-tal szemben a Windows-formák nem speciális formátumban vannak elmentve, hanem normális osztályokként hozza létre és használja a program, amik megfelelő alaposztályból (gyakran System.Windows.Forms.Formból) származnak.
Egy ilyen osztály létrehozásánál a konstruktor adja az objektumokat, melyek az ablakban megjelennek. E modellt használja a Java is.
A modern fejlesztői környezetekben lehetséges a formulák vizuális megjelenítését is, ahol a konstruktorhoz szükséges kódot a környezet adja.

### Webalkalmazások
Webalkalmazások fejlesztéséhez ASP.NET használatos. Ekkor a weblap megjelenése és a VB.NET-osztályban lévő kód el van választva. Ez elkerüli az ASP-ben megjelenő spagettikódot, mely a nagyobb projektek kezelését megnehezíti.
Az ASP.NET-alkalmazásokhoz a Microsoft IIS vagy mod_mono modullal rendelkező Apache HTTP Server szükséges.
Az ASP.NET-ben lehetséges webszolgáltatások fejlesztése is. Az ezek közzétételekor szükséges információkat bevitt attribútumokként hozza létre a fejlesztői környezet.
Egy webszolgáltatás hozzáféréséhez generálhat a fejlesztői környezet egy osztályt, mely a webszolgáltatás metódusaiba ágyazza a hozzáférést.

### Eltérések az eredeti Visual Basictől
A szintaxis kivételével a Visual Basic .NET jelentősen eltér a korábbi Visual Basic-változatoktól. Teljes értékű .NET-nyelvként a VB.NET teljesen objektumorientált, és a forráskód fordítása Common Intermediate Language-be történik, nem natív Win32-kódba. Ezt futásidőben gépi kódba fordítja a rendszer, így a platform kezelni tudja. A .NET-re való áttérés további változásokat is hozott. A .NET keretrendszer sok könyvtárat tett elérhetővé például fájlhozzáféréshez vagy XML-fájlok írásához, olvasásához. A Windows Forms felváltotta a korábbi verziók Thunder Forms rendszerét. A legfontosabb különbség a kettő közt, hogy a mentéshez nem használatos többé speciális fájlformátum, hanem a formulákat a kód hozza létre osztályként. Így az ablak konstruktora használatos a szintén osztályok által képviselt irányító elemekhez. A modern IDE-k lehetővé teszik a formulák vizuális létrehozását, ahol az ablakosztály-konstruktorhoz szükséges kódot a fejlesztői környezet adja. Továbbá a Visual Basic .NET a Visual Basic 6-tal szemben webalkalmazások létrehozását is lehetővé teszi. A .NET keretrendszerrel a Web Forms, az ASP.NET GUI-könyvtára elérhető lett.
Ezenkívül azonban vannak hátrányok is. Mivel a VB.NET nem a Visual Basic 6 könyvtárát, hanem a .NET keretrendszert használja, egy Visual Basic-kód csak hosszú munkával alakítható át az új verziókra. A Microsoft a Visual Studio 2008-as változatáig átalakító asszisztenst is adott. Ez a kódszerkezetet nagyrészt helyesen alakítja, és kevés speciális eset kivételével a Thunder Formsról a Windows Formsra való áttérést is kezeli, azonban például a grafikus programozás nehezebb számára, mivel a korábbi Visual Basic (Thunder Forms-elemekbe ágyazott GDI) és a Visual Basic .NET grafikai rendszerei (GDI+) gyakorlatilag egymással inkompatibilisek. A jobb átalakításhoz ezenkívül van egy függvénygyűjtemény a .NET keretrendszerben (a Microsoft.VisualBasic névtérben), mely egyes fontos korábbi Visual Basic-függvényeket elérhetővé tesz a .NET-ben. A COM-komponensek korlátlanul tovább használhatók. Az inkompatibilitás mellett a „szerkesztés és folytatás” funkció megszűnte is hátrány volt, így hibakereső módban többé nem változtatható a kód és nem folytatható a kiértékelés. E funkció a Visual Basic 2005-ben visszatért.
A Visual Basic .NET-ben fejlesztői környezet nélkül is készíthetők programok. A System.Reflection.Emit névtérben egy alkalmazás fordítására való függvények vannak, ezenkívül van egy parancssori fordító is, a vbc.exe.

## Példák

### „Helló világ” példa
Az alábbi forrásszöveg egyszerű Visual Basic-program, mely a „Helló, világ!” üzenetet írj ki a szabványos kimeneti adatfolyamba, mely jellemzően konzol.
```
Public
 
Class
 
Program

   
Public
 
Shared
 
Sub
 
Main
()

     
Console
.
WriteLine
(
"Helló, világ!"
)

   
End
 
Sub

End
 
Class

```

Magyarázatok:
A programok egyszerű konzolos alkalmazások egy osztállyal. Ez esetben csak a statikus Main() metódus – a VB-nómenklatúrában shared sub használatos, mely általában először kerül meghívásra.
A Console.WriteLine kimeneti függvény a .NET osztálykönyvtárból származik, és lehetővé teszi a szabványos kimeneti értékek kimenetét, ahol a kimenetet új sor követi.

### Egyszerű üzenőablak
```
Imports
 
System.Windows.Forms

Private
 
Class
 
Program

  
Public
 
Shared
 
Sub
 
Main
()

    
MessageBox
.
Show
(
"Szöveg"
,
 
"Cím"
,
 
MessageBoxButtons
.
OK
,
 
MessageBoxIcon
.
Hand
)

  
End
 
Sub

End
 
Class

```

### Bájtsorozatpélda
```
Imports
 
System.IO

Imports
 
System.Text

Private
 
Class
 
Program

  
Public
 
Shared
 
Sub
 
Main
()

    
' Fájlba írandó szöveg

    
Const
 
textToWrite
 
As
 
String
 
=
 
"Hallo Welt"

    
Const
 
fileName
 
As
 
String
 
=
 
"dateiname.txt"

    
' „dateiname.txt” létrehozása vagy felülírása

    
Using
 
stream
 
As
 
New
 
FileStream
(
fileName
,
 
FileMode
.
Create
,
 
FileAccess
.
Write
)

      
' A szöveg UTF-8 kódolással kerül a fájlba

      
Dim
 
data
 
As
 
Byte
()
 
=
 
Encoding
.
UTF8
.
GetBytes
(
textToWrite
)

      
stream
.
Write
(
data
,
 
0
,
 
data
.
Length
)

    
End
 
Using
 
'Fájl bezárása.

  
End
 
Sub

End
 
Class

```

### Hálózati példa
Sztringinterpolációs Visual Basic 14-en alapul (Visual Studio 2015):
```
Imports
 
System.Console

Imports
 
System.Text

Imports
 
System.Net

Imports
 
System.Net.Sockets

''' <summary>

''' Példaprogram: kapcsolat csatornával

''' </summary>

''' <remarks>További információk: <see cref="System.Net.Sockets.Socket"/>.</remarks>

Class
 
Program

  
''' <summary>

  
''' Belépési pont

  
''' </summary>

  
Public
 
Shared
 
Sub
 
Main
()

    
' Küldött adatok

    
Const
 
textToSend
 
As
 
String
 
=
 
"Hallo Welt"

    
' Végpont, melyhez csatlakozik

    
Const
 
localhost
 
As
 
String
 
=
 
"127.0.0.1"

    
Const
 
port
 
As
 
Integer
 
=
 
80

    
Dim
 
data
 
As
 
Byte
()
 
=
 
Encoding
.
UTF8
.
GetBytes
(
textToSend
)

    
Dim
 
ip
 
As
 
IPAddress
 
=
 
IPAddress
.
Parse
(
localhost
)

    
Dim
 
ipEndPoint
 
As
 
New
 
IPEndPoint
(
ip
,
 
port
)

    
' Használt csatorna

    
Using
 
socket
 
As
 
New
 
Socket
(
AddressFamily
.
InterNetwork
,
 
SocketType
.
Stream
,
 
ProtocolType
.
Tcp
)

      
socket
.
Connect
(
ipEndPoint
)

      
' Csatlakozás a végponthoz

      
Dim
 
byteCount
 
As
 
Integer
 
=
 
socket
.
Send
(
data
,
 
SocketFlags
.
None
)

      
' Adatok küldése

      
WriteLine
(
$
"{bytecount} bájt lett elküldve"
)

      
Dim
 
buffer
 
As
 
Byte
()
 
=
 
New
 
Byte
(
255
)
 
{}

      
' Fogadott adatok puffere

      
byteCount
 
=
 
socket
.
Receive
(
buffer
,
 
SocketFlags
.
None
)

      
' Adatok fogadása

      
' Válasz esetén ezt adja ki

      
If
 
byteCount
 
>
 
0
 
Then

        
WriteLine
(
$
"{byteCount} bájt lett fogadva"
)

        
Dim
 
answer
 
As
 
String
 
=
 
Encoding
.
UTF8
.
GetString
(
buffer
)

        
WriteLine
(
$
"Fogadott adatok: {answer}"
)

      
End
 
If

    
End
 
Using
  
' Kapcsolatzárás.

  
End
 
Sub

End
 
Class

```

## Fejlesztői környezetek
A leggyakrabban használt IDE a Visual Studio, mely a Visual Basicet teljes mértékben támogatja. A SharpDevelop (rövidítése: #develop) a 4-es verzióig és a MonoDevelop, a Mono-projekt fejlesztői környezet is használható.
A .NET-ben lévő vbc.exe parancssori eszközzel Visual Basic-fájlok, az msbuild.exe-vel Visual Basic-projektek fordíthatók.

## Jogi szempontok
A Visual Basic eredeti változata számos modern nyelvvel szemben nem nyílt szabvány, hanem kereskedelmi, és a Microsoft szellemi tulajdona. A Visual Basic .NET-tel e kapcsolat lazult, mivel a .NET infrastruktúra egy részét az Ecma International szabványosította. A Visual Basic 8-ban bevezetett IsNot operátor szabadalmaztatása azonban ismét egy lépés volt a zárt környezet felé.
A Microsoftnak azonban nem sikerült a szabadalmaztatás. Ezenkívül a Microsoft a Roslynnal és a 2014-ben létrehozott .NET Alapítvánnyal nyílt forrású stratégiát kezdett. A VB.NET Roslyn–fordító-környezete (beleértve a fordítót, a szintaxisfa-elemzőt, az IL-kibocsátót stb.) VB.NET-ben keletkezett, és nyílt forrású (Apache 2.0 licenccel).

## Fordítás
Ez a szócikk részben vagy egészben  a   Visual Basic .NET című német Wikipédia-szócikk ezen változatának fordításán alapul.  Az eredeti cikk szerkesztőit annak laptörténete sorolja fel. Ez a jelzés csupán a megfogalmazás eredetét és a szerzői jogokat jelzi, nem szolgál a cikkben szereplő információk forrásmegjelöléseként.